# Paddington 2
Paddington 2 è un film del 2017 diretto da Paul King.
Il film è il sequel di Paddington (2014).

## Trama
Dopo essersi stabilito con la famiglia Brown a Londra, Paddington, che nel frattempo si è guadagnato la benevolenza dell'intero quartiere, decide di comprare un libro animato su Londra da spedire in Perù a zia Lucy in vista del suo centesimo compleanno, ma, dato l'elevato costo, cerca di guadagnare il denaro necessario lavorando. Le cose però si complicano quando l'ex-attore Phoenix Buchanan viene a sapere del libro e lo ruba, facendo ricadere la colpa su Paddington, che viene arrestato. Il libro, infatti, cela le indicazioni per trovare la melodia che permette di impossessarsi del tesoro di una celebre ex-trapezista uccisa da un avo di Buchanan che voleva impadronirsi dei gioielli.
Intanto, Paddington è in galera, dove inizialmente non si trova a suo agio, ma grazie alle buone maniere riesce a trasformare radicalmente la galera e i detenuti. In particolare, diventa amico del cuoco del carcere, Nocche. Nel frattempo, i Brown indagano per dimostrare l'innocenza di Paddington di cui sono fermamente convinti e per trovare il vero colpevole. Insospettitisi da una frase pronunciata da Buchanan, i Brown decidono di introdursi nella casa dell'attore con uno stratagemma, confermando la sua colpevolezza. Nel farlo, però, si dimenticano di andare a visitare Paddington in galera, il quale crede di essere stato dimenticato. Perciò, quando gli viene proposto di evadere, un po' a malincuore decide di accettare. Pensa che fuori della galera, di nuovo per le vie di Londra, riuscirà a dimostrare la propria innocenza, ma i suoi compagni hanno in mente di scappare dalla città; Paddington si rifiuta di seguirli, così viene lasciato da solo, costretto a nascondersi dalla polizia. Trova una cabina telefonica e, non sapendo nemmeno lui per quale motivo, chiama i Brown, che nel rispondergli gli comunicano di sapere chi è il vero colpevole.
Capito che Buchanan, dopo aver trovato tutti gli indizi, sta dirigendosi alla stazione di Paddington per salire sul treno che trasporta il circo dove lavorava la trapezista e dove quindi è nascosto il tesoro che sta cercando, decidono di incontrarsi là. Paddington, che è arrivato alla stazione prima della famiglia, riesce a salire sullo stesso treno di Buchanan; i Brown, invece, lo seguono con un altro treno guidato da Jonathan, che è un esperto in materia. Dopo molte peripezie, Buchanan sgancia il vagone di Paddington, che deraglia e termina la sua corsa in un fiume. Quest'ultimo, grazie al pentimento e quindi all'aiuto dei suoi ex-compagni di evasione, che tornano indietro per aiutarlo, si salva, ma perde i sensi. Si risveglia il giorno del compleanno di zia Lucy e scopre che i Brown e i loro vicini, per ripagarlo di tutto quello che ha fatto per loro, si sono organizzati per fargli una sorpresa, esaudendo l'immenso desiderio di zia Lucy di visitare Londra.

## Promozione
Il primo trailer del film viene diffuso il 30 maggio 2017.

## Distribuzione
Il film è stato distribuito nelle sale cinematografiche britanniche a partire dal 10 novembre 2017, ed in quelle italiane dal 9 novembre.

## Accoglienza

### Incassi
Il film ha incassato 40,9 milioni di dollari nel Nord America e 187 milioni nel resto del mondo, per un totale di 227,9 milioni di dollari.

### Critica
Sul sito Rotten Tomatoes la pellicola ottiene il 99% delle recensioni professionali positive con un voto medio di 8,8 su 10 basato su 253 recensioni. Nel luglio 2019 il sito IndieWire, specializzato in cinema e critica cinematografica, posiziona il film al ventottesimo posto dei migliori cento film del decennio 2010-2019. Nel settembre 2019 il Guardian ha posizionato il film al sessantanovesimo posto dei cento migliori film prodotti dopo il 2000. Nel settembre 2023 Rotten Tomatoes stila la classifica dei 25 migliori film degli ultimi 25 anni, posizionando la pellicola al ventitreesimo posto.

### Primati
Nel gennaio 2018 Paddington 2 ha stabilito il nuovo record del "film con il più alto numero di recensioni completamente positive" su Rotten Tomatoes, detenuto in precedenza da Toy Story 2 (169), ottenendone 251.
Nell'aprile 2021 il film ottiene il primato della pellicola col più alto punteggio su Rotten Tomatoes, battendo Quarto potere di Orson Welles.

## Riconoscimenti
- 2018 - British Academy Film Awards[10]
  - Candidatura per il miglior film britannico
  - Candidatura per la migliore sceneggiatura non originale a Paul King
  - Candidatura per la miglior attore non protagonista a Hugh Grant
- 2018 - Evening Standard British Film Awards
  - Comedy Award
- 2018 - Los Angeles Film Critics Association[11]
  - Candidatura per il miglior attore non protagonista a Hugh Grant
- 2018 - San Diego Film Critics Society Awards[12]
  - Miglior performance comica a Hugh Grant
  - Candidatura per i migliori costumi a Lindy Hemming
  - Candidatura per i migliori effetti speciali
- 2018 - Saturn Award[13]
  - Candidatura per il miglior film fantasy
- 2018 - People's Choice Awards[14]
  - Candidatura per il film per famiglie preferito dal pubblico
- 2019 - Annie Award[15]
  - Candidatura per la miglior animazione dei personaggi in un film live action

## Sequel
Nel giugno 2016 Ben Whishaw annuncia che StudioCanal è già al lavoro per un terzo film della serie, intitolato Paddington in Perù, in uscita a gennaio 2025.